# شهرك هجرت (مقاطعة دهلران)
شهرك هجرت (بالفارسية: شهرک هجرت) هي قرية تقع في قسم اناران الريفي (مقاطعة دهلران) في إيران.